# Mitla
Mitla ( Mictlan / Miktlan o lugar de muertos en náhuatl, Yooꞌ Baꞌ o lugar de descanso en zapoteco, Ñuu Ntìì o lugar de muertos en mixteco) es una zona arqueológica de la cultura zapoteca localizada en el municipio de San Pablo Villa de Mitla, en el estado mexicano de Oaxaca, a 40 km de la capital por la carretera Panamericana (n.º 190) que lleva hacia Tehuantepec, y a más de 600 km de la Ciudad de México. En ella han trabajado diversos arqueólogos entre los que destaca Leopoldo Batres (1852-1926), quien descubrió cimientos zapotecos bajo las decoraciones mixtecas existentes.

## Historia

### Prehispánica
En Mitla hay evidencias de ocupación humana desde principios de nuestra era (siglo I). Ante la desaparición de Monte Albán como núcleo de poder, Mitla se convirtió en una población muy importante que funcionó como centro de poder político y religioso para los zapotecas del valle. Su máximo crecimiento y apogeo ocurrió entre 750 y 1521.
La zona arqueológica comprende cinco conjuntos de arquitectura monumental: Grupo del Norte; Grupo de las Columnas; Grupo del Adobe o del Calvario; Grupo del Arroyo y Grupo del Sur. Los conjuntos del Adobe o Calvario y del Sur, por haber sido construidos en épocas anteriores, reproducen la tradición de plazas, rodeadas de palacios sobre plataformas, al estilo de Monte Albán.

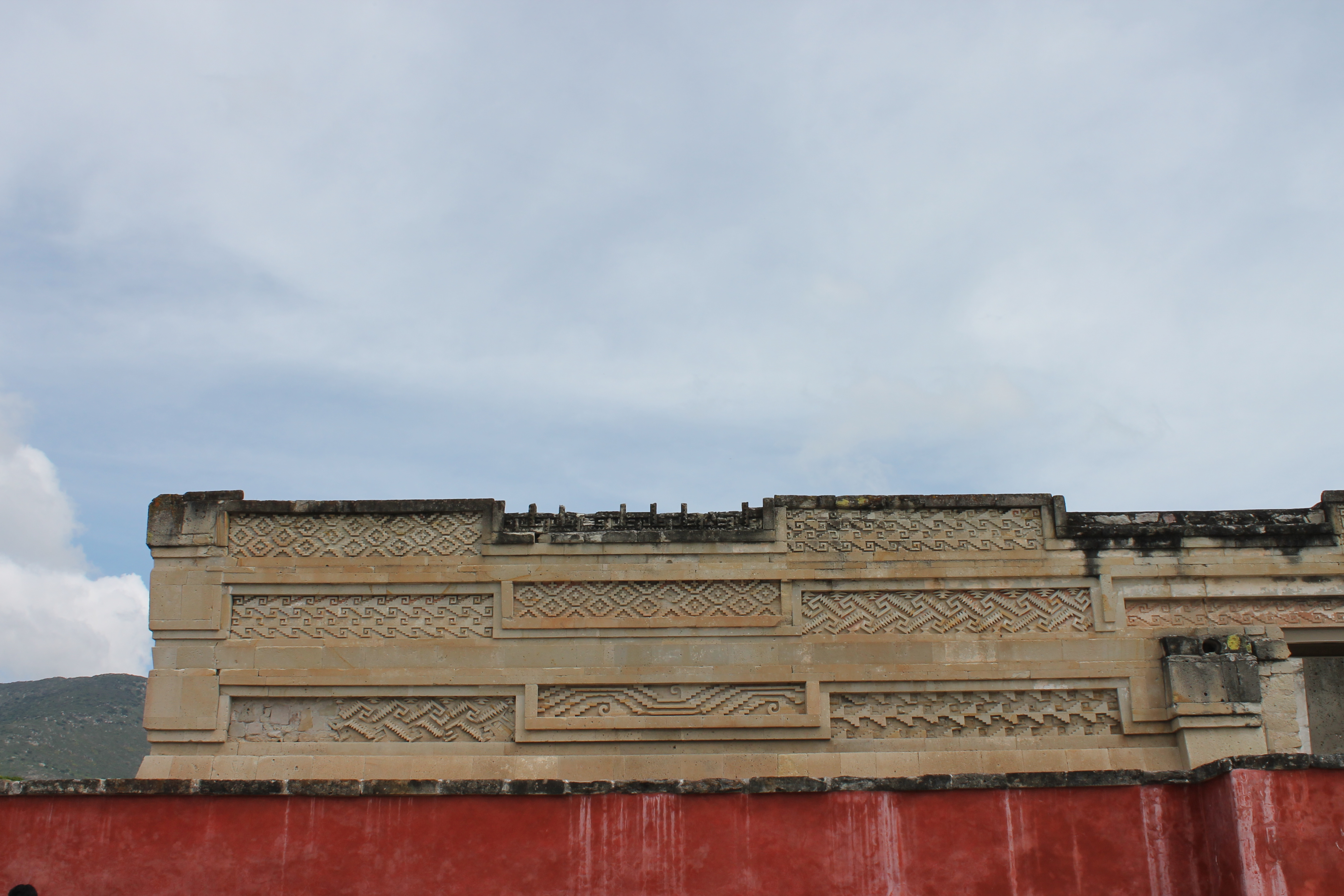
Grecas Palacio Grupo Columnas

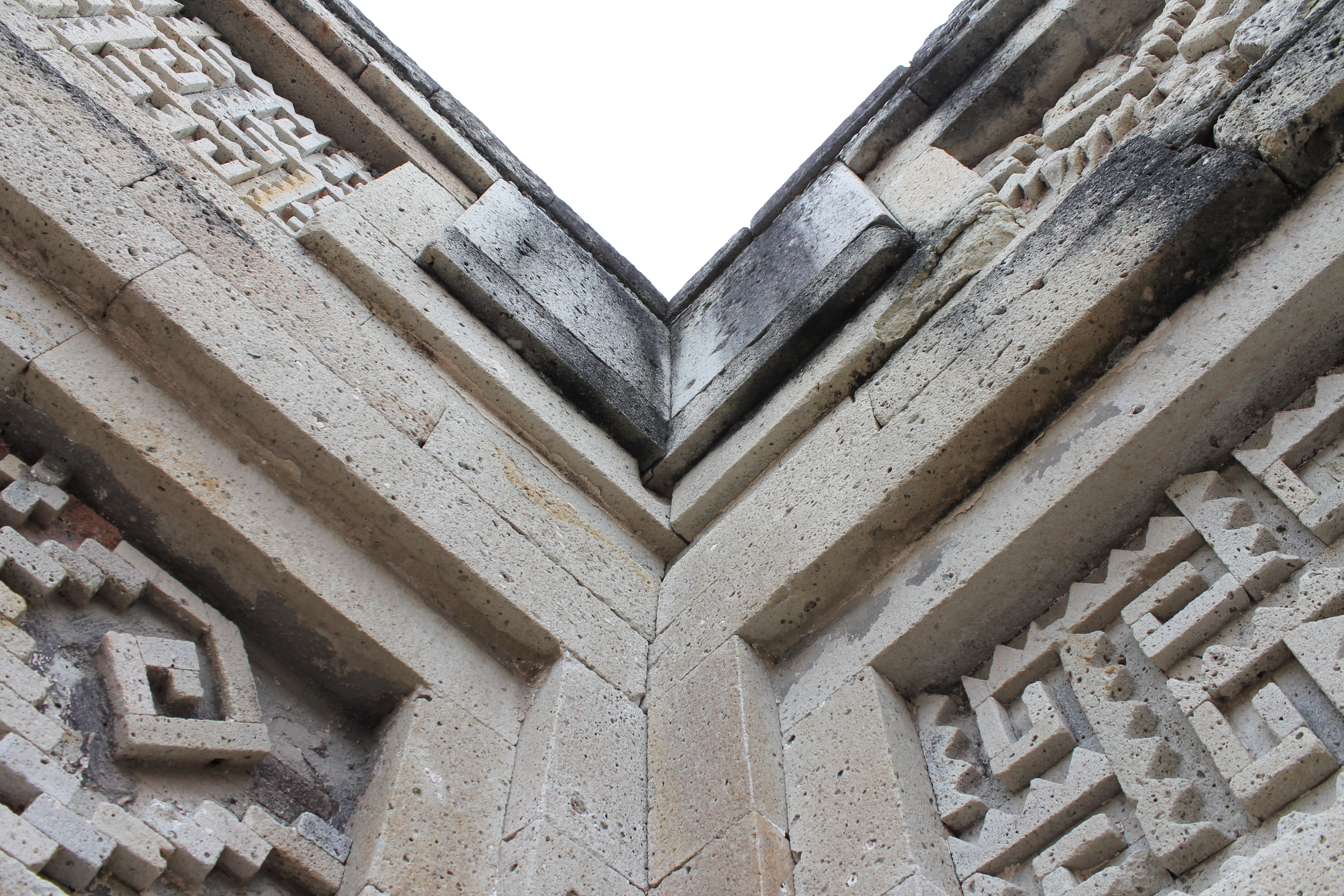
Ensamble Muros Palacio Mitla

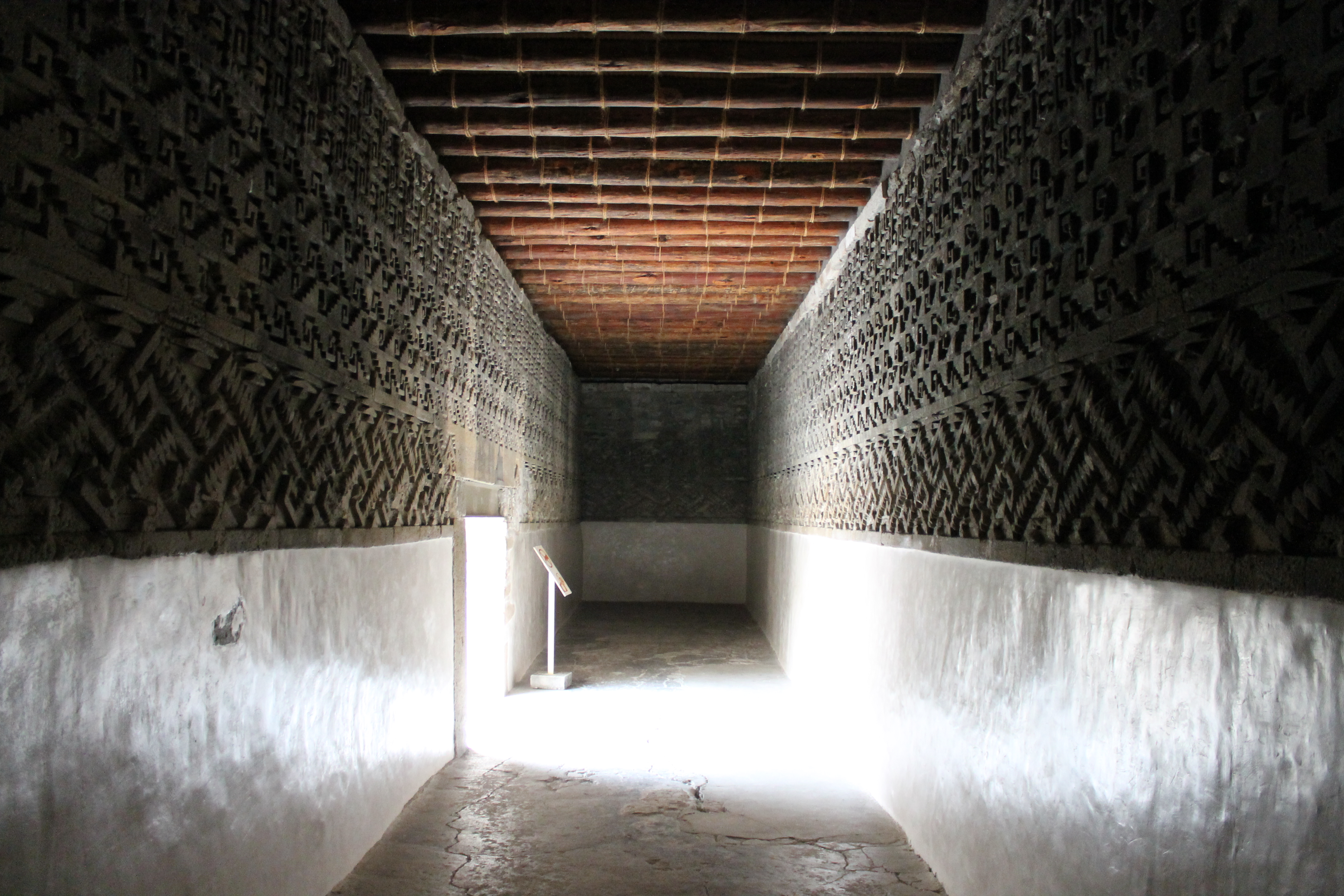
Interior habitación Palacio Mitla

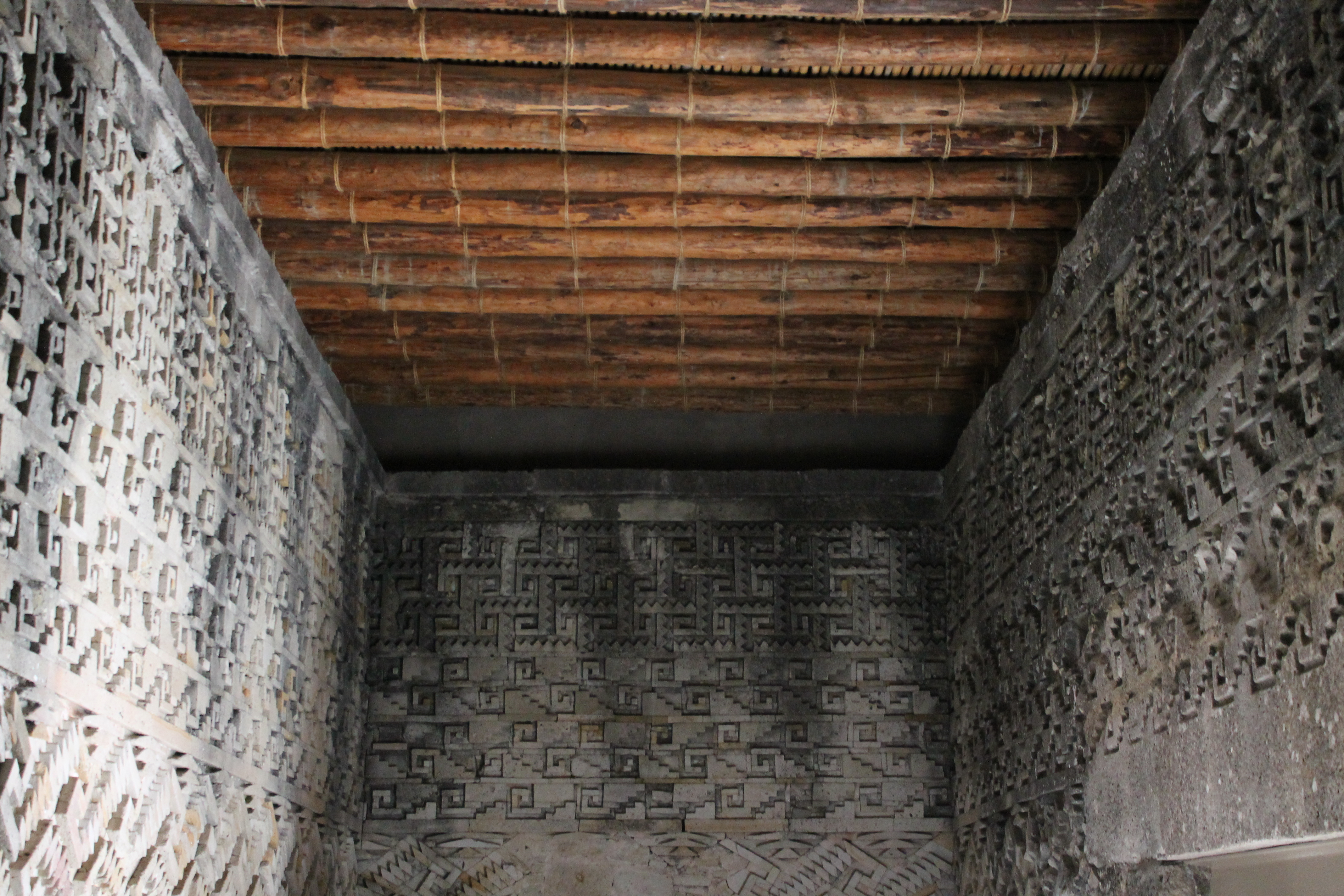
Habitación Palacio

En los conjuntos del Norte, de las Columnas y del Arroyo, se ubican los edificios administrativos y palacios de personajes de alto rango. Estos palacios se caracterizan por el uso arquitectónico de grandes monolitos y por sus fachadas ornamentadas con mosaicos de grecas de diferentes diseños enmarcados por tableros, elementos que son parte de la rica tradición arquitectónica zapoteca iniciada en Monte Albán con fuertes influencias teotihuacanas.
Al oeste de la población actual de Mitla, se encuentra "La Fortaleza", sitio defensivo amurallado por los zapotecas, para defender su ciudad de posibles invasiones. En las cercanías de Mitla se localiza el sitio de "Hierve el agua" que frecuentaban los zapotecas.

### Establecimiento Católico

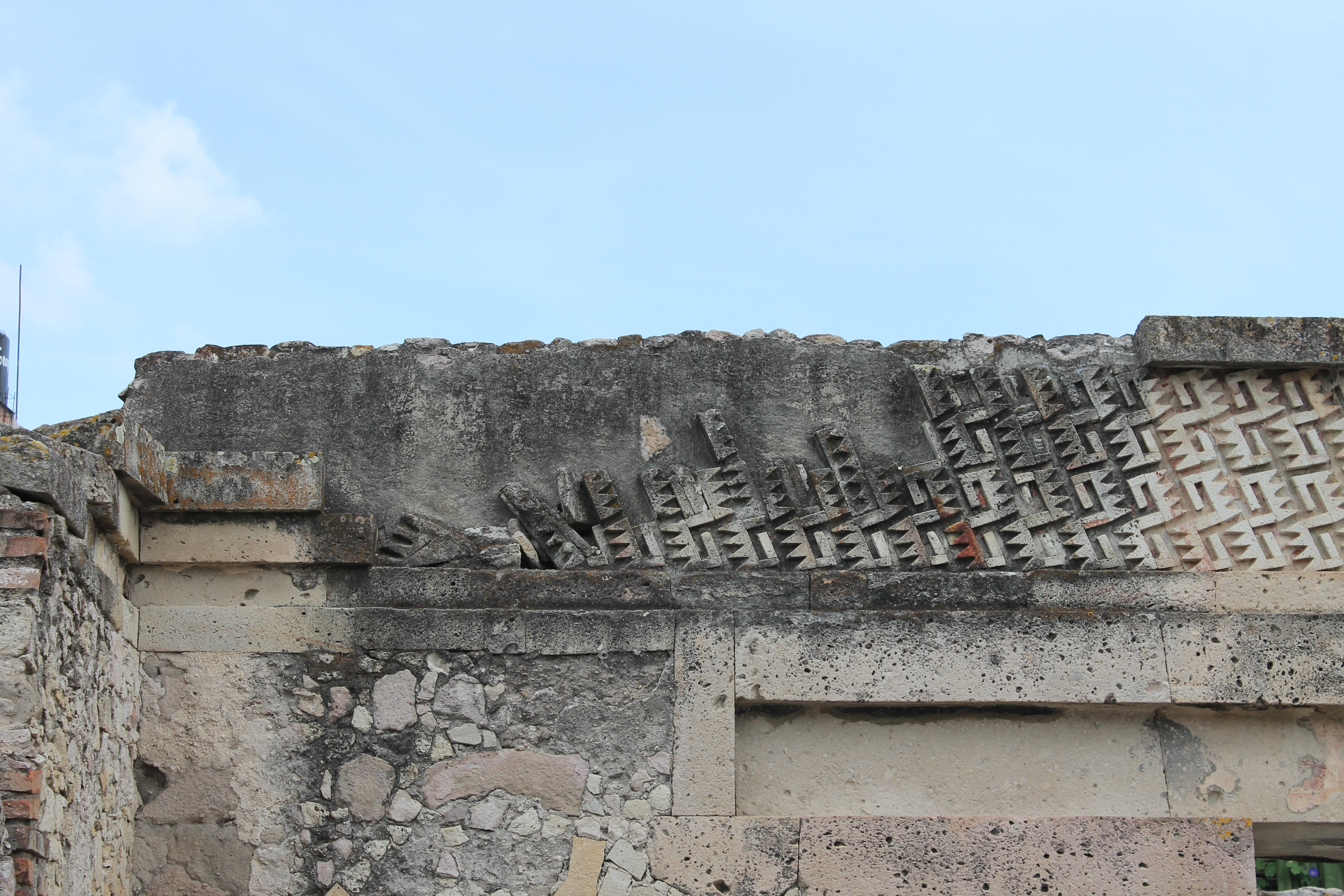
Parte superior de uno de los muros ubicados en el Grupo norte.

En el siglo XVI se construyó sobre las habitaciones y patio del cuadrángulo C el templo católico de San Pablo. Para ello se usaron básicamente materiales de construcción obtenidos mediante la destrucción de varios palacios prehispánicos. Estructuralmente, el templo de San Pablo fue soportado por los dinteles monolíticos de la habitación inferior. Los patios A y B sufrieron también modificaciones al ser convertidos en curato: en el Patio A se instalaron caballerizas y basureros, mientras que en el Patio B se instaló la casa cural.
Para el acceso a la casa cural se construyó un pórtico sostenido por dos columnas monolíticas procedentes del conjunto mayor al Sur. Dicha reutilización con fines religiosos perdió efecto con el paso del tiempo, a excepción del templo de San Pablo debido a lo establecido en las Leyes de Reforma donde se decretó la Ley de Nacionalización de los bienes Eclesiásticos emitida durante el periodo de gobierno del Presidente Benito Juárez en 1859.

## Conjuntos

### Grupo de las Columnas

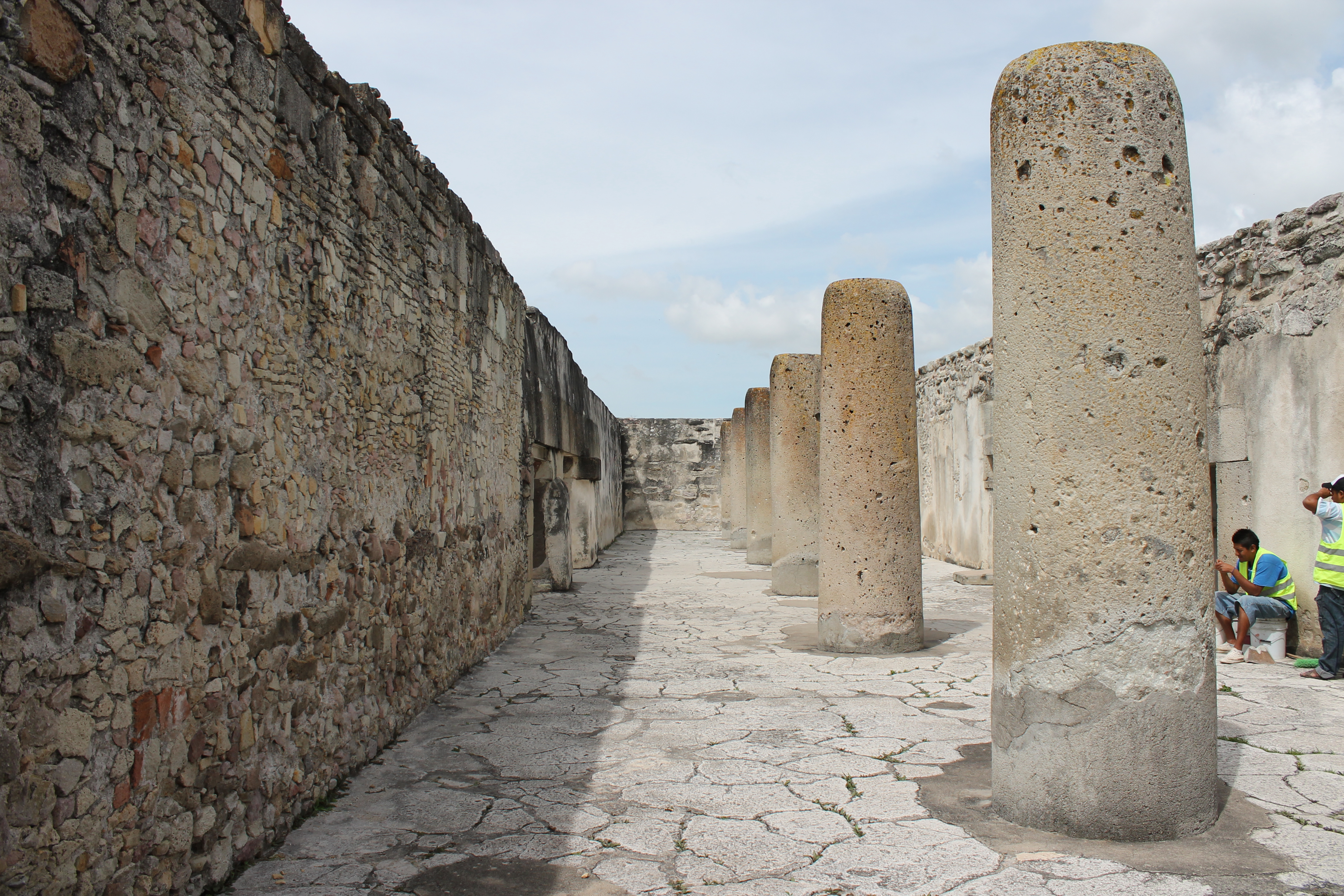
Salón de las Columnas

Este grupo destaca por su arquitectura a gran escala, por la fina decoración de las fachadas y por el uso exclusivo en Mitla de columnas monolíticas como elementos estructurales y ornamentales.
Está integrado por tres cuadrángulos o patios de diferentes dimensiones cada uno (D,E,F). Dichos patios están ubicados a distintos niveles y ordenados de norte a Sur. El Patio D al norte, tiene una decoración de grecas formadas con mosaicos ensamblados; por el pasillo al sur, se accede al Salón de las Columnas. Este sector está ubicado sobre una escalinata monumental que da acceso al Patio E. 

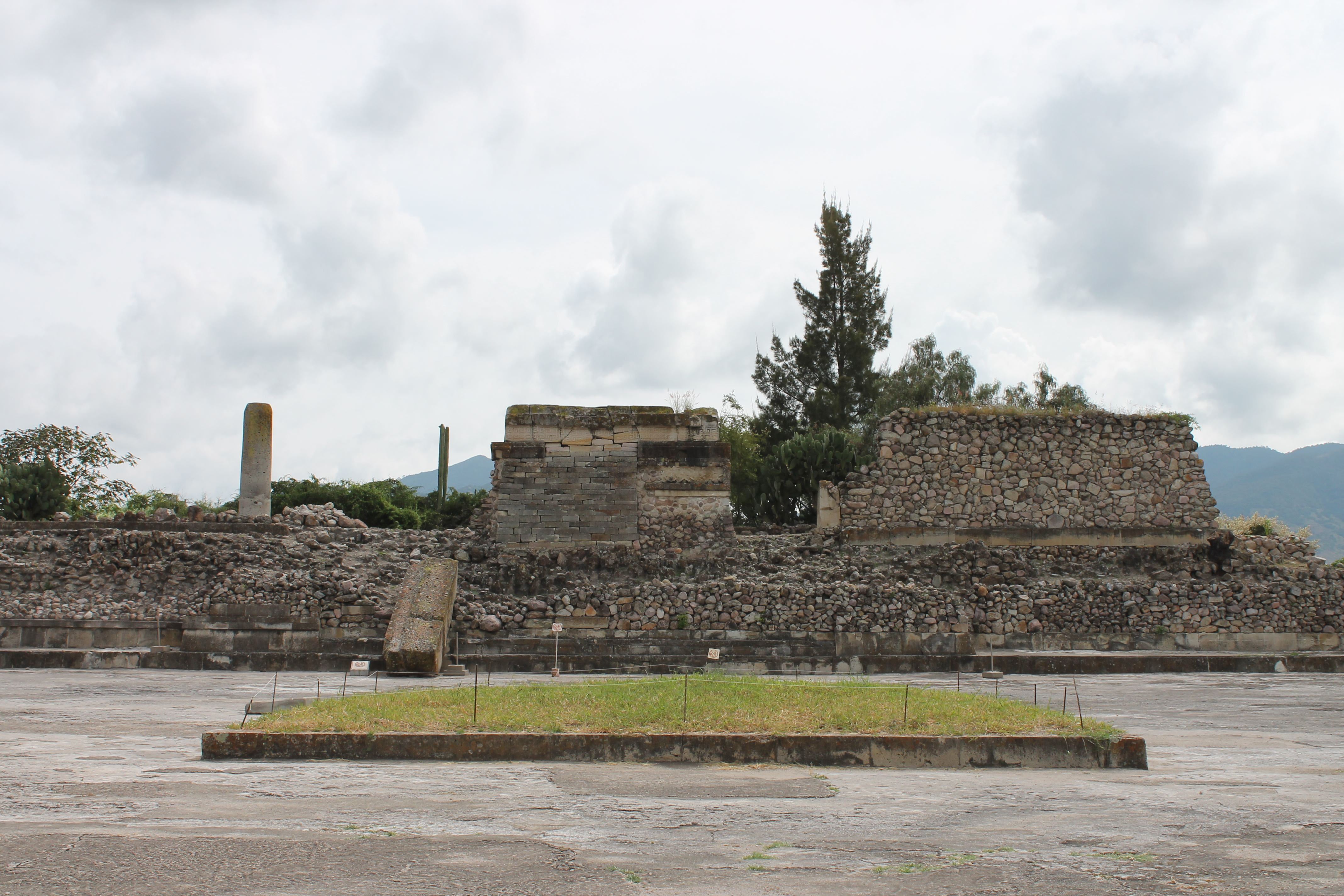
Vista Patio E

En el Patio E se pueden encontrar los edificios 17, 18 y 19. Dichos recintos muestran parte de la historia de la destrucción y vandalismo que sufrió Mitla a causa de la conquista española. Los tres edificios mencionados fueron desmantelados y destruidos en su totalidad. Se destruyeron con el simple objeto de reutilizar los materiales de las antiguas edificaciones para construir el Templo de San Pablo. La construcción del Templo de San Pablo buscó acabar con los vestigios de poder de la cultura prehispánica para de esa forma imponer tanto la civilización como la religión occidentales.

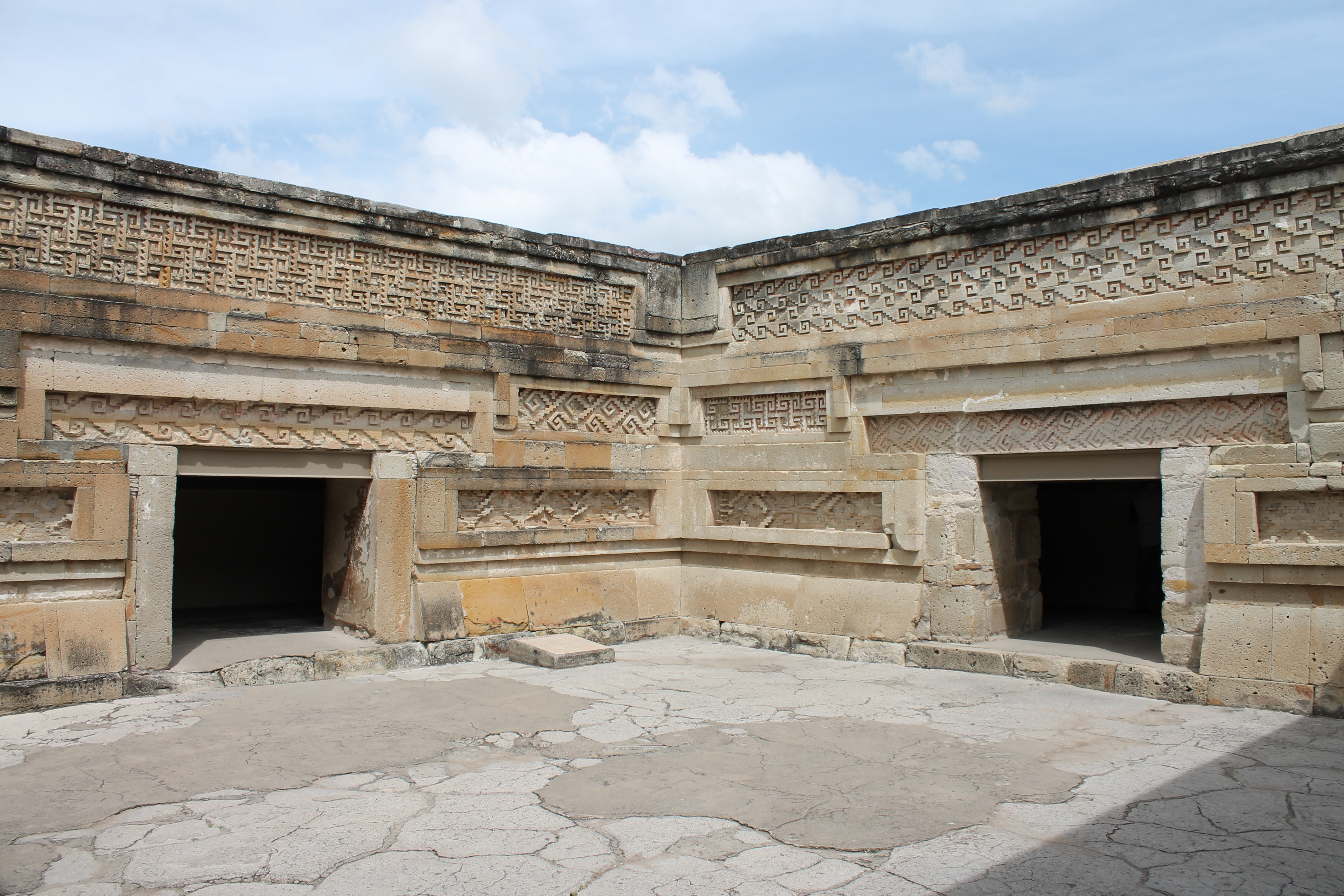
Patio Palacio Mitla

El Palacio ubicado en el Grupo de las Columnas fue un recinto de gran privacidad y se construyó originalmente como el más exclusivo de los varios palacios que hubiera en la zona. Las fachadas y los muros interiores están ornamentados con frisos de grecas que forman diversos diseños geométricos. La edificación cuenta con cuatro habitaciones cerradas, cada una con una sola entrada, propiciando que muchas de las actividades cotidianas se realizaran en el patio exterior. Las grecas han sido interpretadas como meros elementos ornamentales.
El Patio F tiene dos monumentales tumbas cruciformes. Las Tumbas 1 y 2 poseen características arquitectónicas que los definen como marcadores del periodo Postclásico en Oaxaca. Las cámaras y antecámaras están ornamentadas con ensambles y tallados de frisos de grecas, tal como las fachadas de los edificios principales. La Tumba 1 muestra una columna monolítica que fungió como soporte del techo de su crucero. La Tumba 2 anteriormente presentaba pintura mural sobre estuco en los dinteles interiores. Ambas tumbas fueron exploradas entre 1900 y 1902 por Marshall Saville a pesar de haber sido saqueadas con anterioridad.
La tradición funeraria de Mitla consistía en enterramientos consecutivos, depositando los cadáveres con sus respectivas ofrendas  y removiendo hacia los lados los restos de depósitos anteriores. 

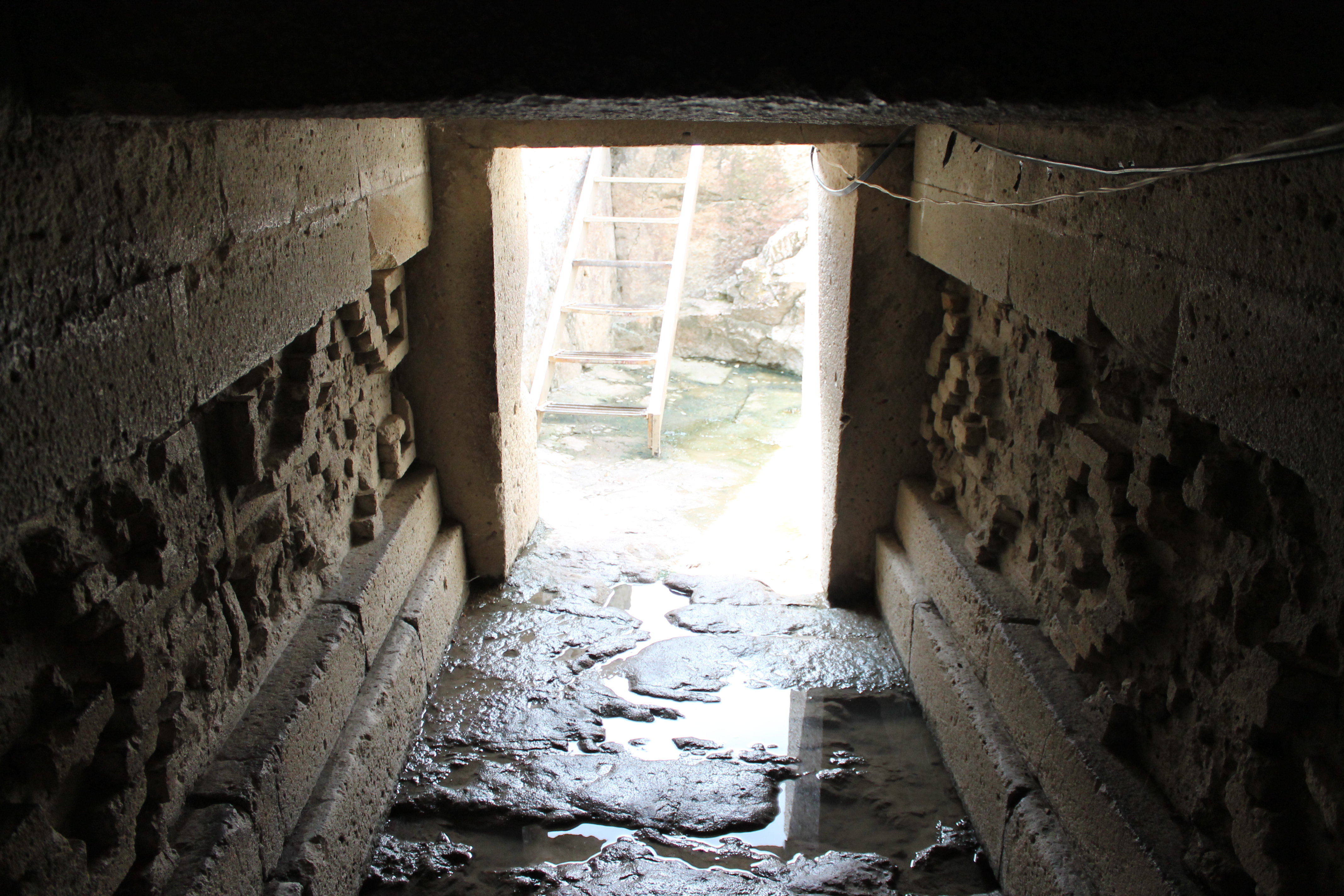
Acceso Tumba 1

La construcción de este conjunto arquitectónico implicó profundos conocimientos de arquitectura, ingeniería y astronomía, así como un delicado sentido estético y una gran habilidad escultórica para tallar la piedra. El acabado de las fachadas y pisos fue regularmente estuco pintado de color rojo. La primera restauración del Grupo de las Columnas se llevó a cabo por Leopoldo Batres de 1901 a 1902. La investigación arqueológica realizada por Alfonso Caso y Daniel Rubín de la Borbolla, entre 1934 y 1935, sirvió de base para fechar este y el resto de los conjuntos del sitio. Se ha calculado la fecha de construcción entre 1300 y 1400 d. C.

### Grupo del Sur
Grupo del Norte; Grupo de las Columnas; Grupo del Adobe o del Calvario; Grupo del Arroyo y Grupo del Sur.

## Fiesta anual
La fiesta anual se celebra el 25 de enero en honor al santo patrón del pueblo: San Pablo, y se festeja en vísperas con calenda, el 24 se queman fuegos artificiales, toda la semana hay juegos mecánicos y antojitos regionales en el centro de la población, la fiesta se termina el 31 de enero que es llamada "La Octava" y se cierra con un baile popular.

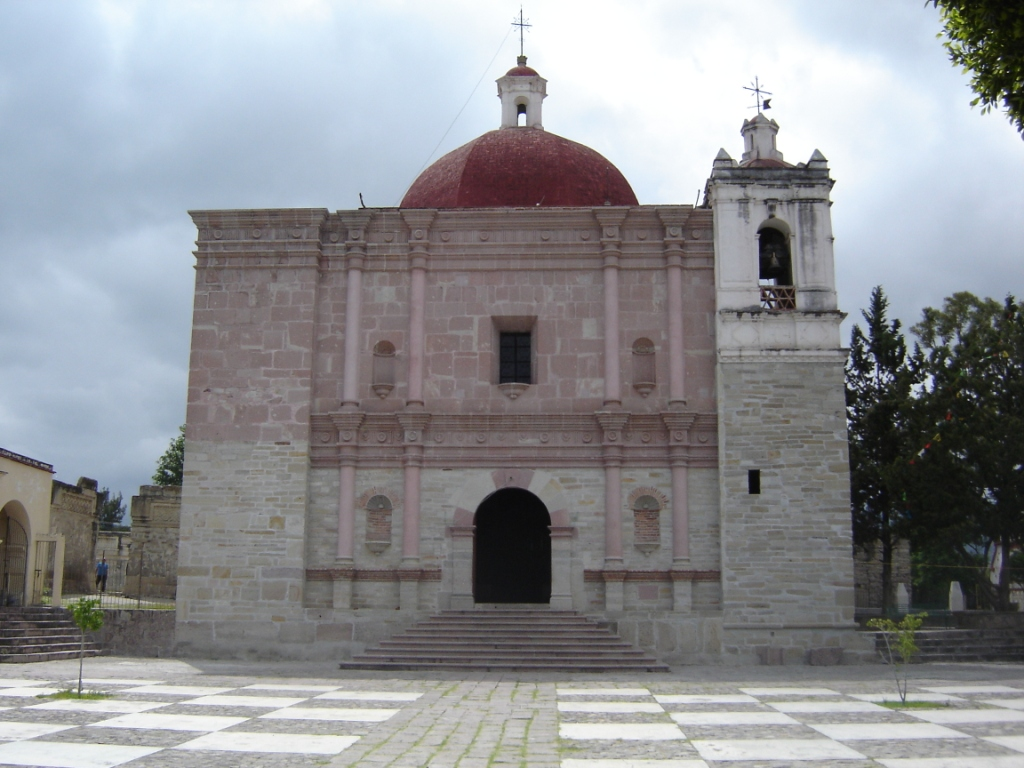
Iglesia de Mitla, en donde se encuentran las ruinas.

## Pintura mural tipo códice en Mitla

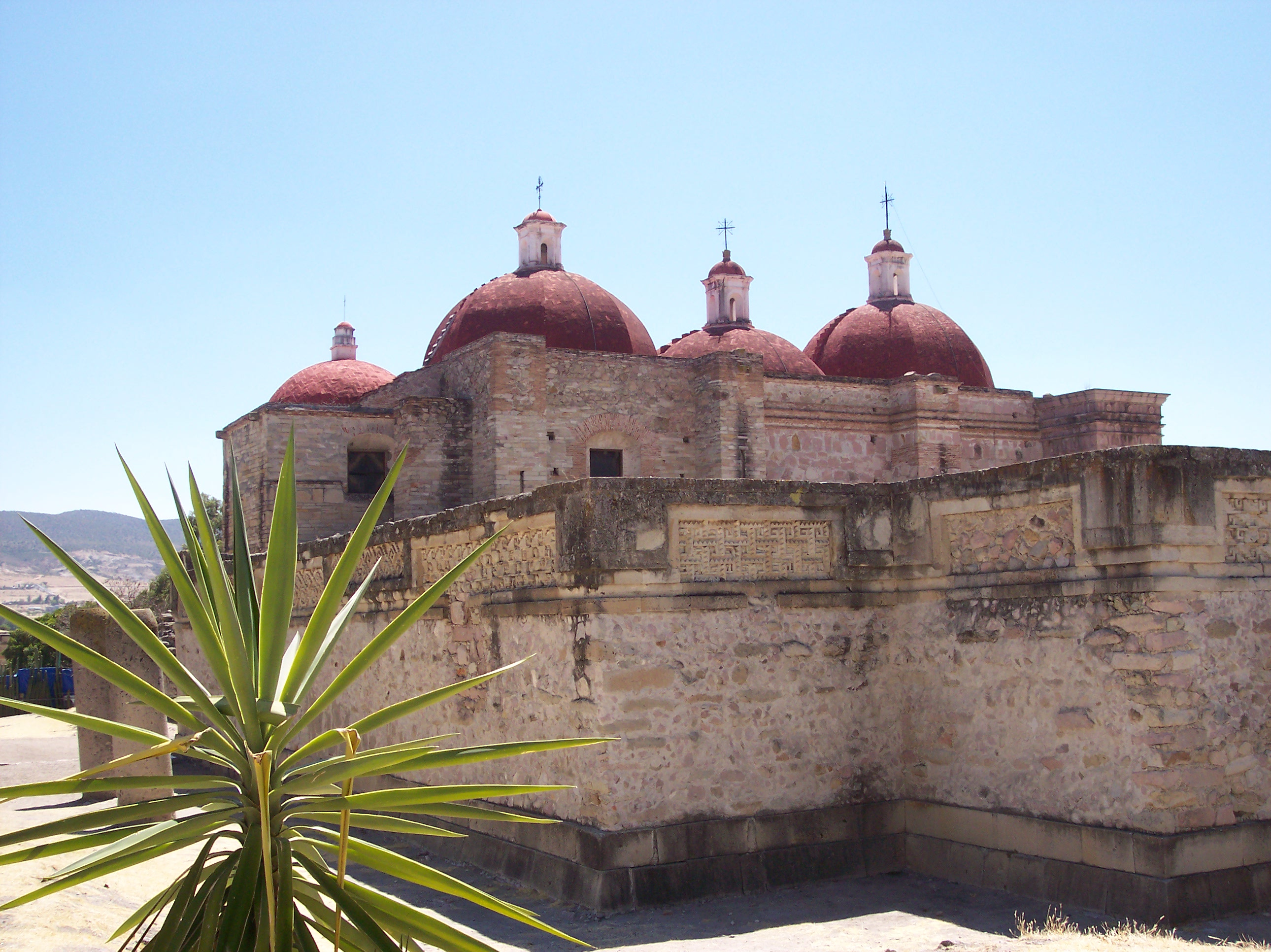
Grupo del Norte, una iglesia fue construida sobre este.

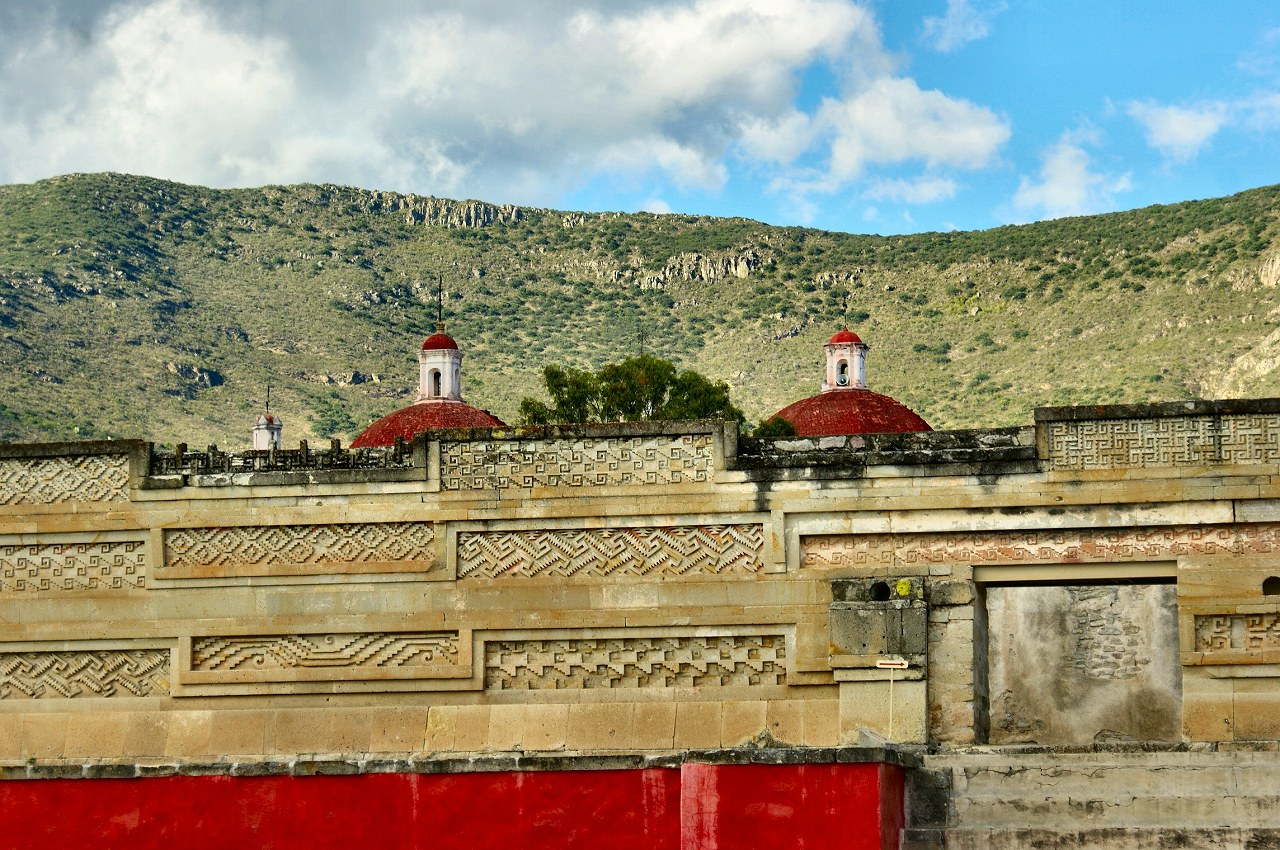

Entre las varias referencias que tienen del sitio, algunas aluden a la pintura mural. Cabe mencionar al Coronel de la Laguna (1803), quién afirma: 

He encontrado en las ruinas de Mitla pinturas curiosas que representan trofeos de guerra y sacrificios

 Ignacio Marquina se refiere a las pinturas y afirma: 

En todos los edificios de Mitla hubo también partes decoradas con pinturas que casi han desaparecido

 Paul Gendrop comenta sobre las pinturas: 

Los códices mixtecos se distinguen por la nitidez y la precisión de sus líneas, y esas mismas cualidades se reflejan en los fragmentos de pintura mural que decoraban los dinteles de algunos edificios de Mitla

En distintos edificios del sitio hay evidencia de que existió pintura mural. A pesar de que se trata de pequeños fragmentos de color rojo, principalmente, es posible suponer que gran parte de las construcciones estuvo pintada. Se puede apreciar restos de rojo en las jambas de los pilares del Patio A en el Grupo de la Iglesia, en las jambas de los pilares del Patio I del Grupo del Arroyo, en los peraltes de los impluvia ubicados al centro de los patios y en los zoclos de algunos muros.  
Desde 1990 el proyecto La pintura mural prehispánica en México del Instituto de Investigaciones Estéticas de la Universidad Nacional Autónoma de México, se dedica al registro y estudio de los murales precolombinos, como los de Mitla.

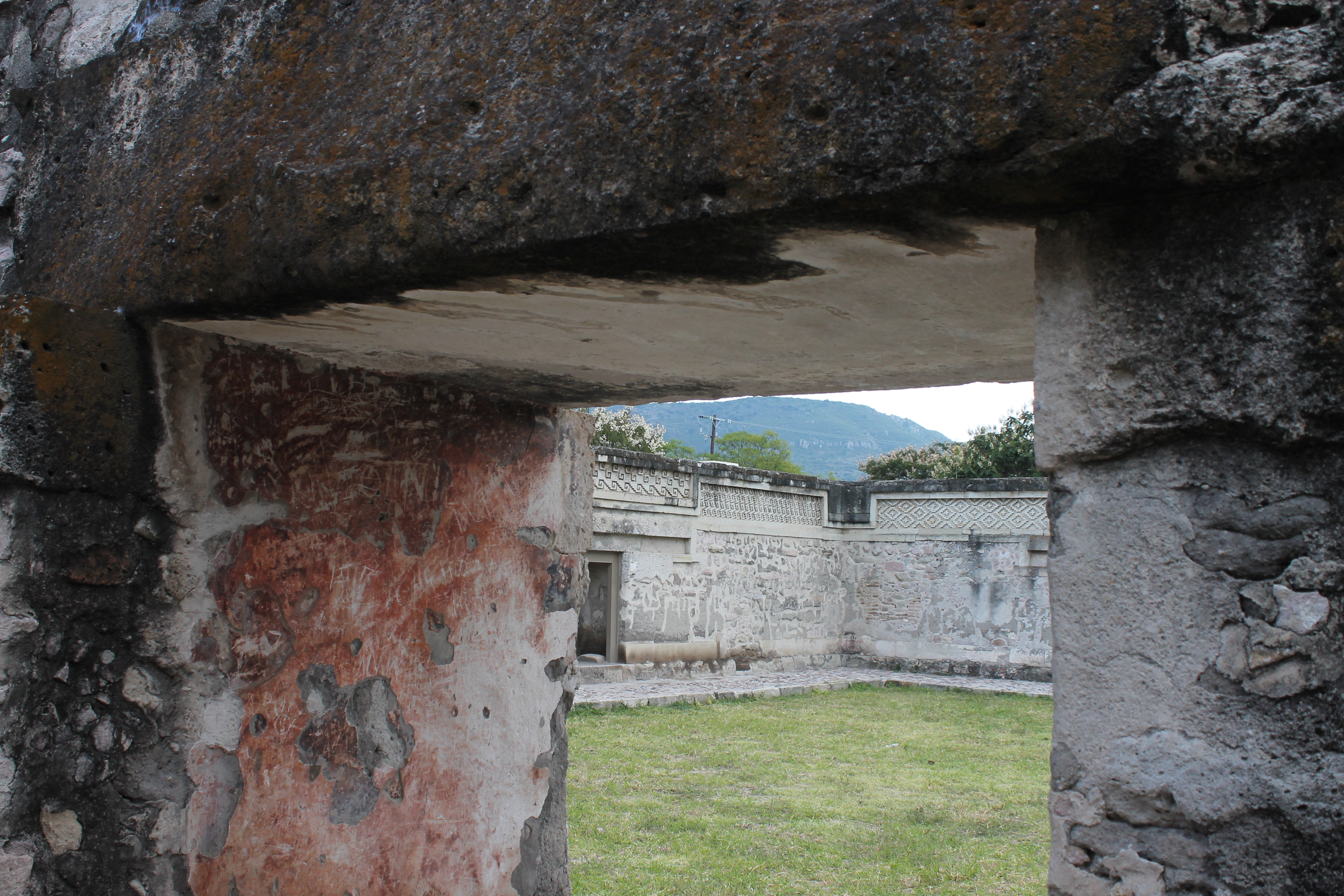
Acceso Patio

Los dinteles monolíticos que cierran los accesos de las habitaciones de todo el Patio A, conservan los restos de lo que en el pasado fueron documentos pictóricos, también llamados códices. En la tradición prehispánica mesoamericana, los códices son documentos que narran las historias de las etnias, pueblos, genealogías o personajes. Se componen de una serie de glifos numerales, así como de los personajes y lugares involucrados.
La tradición artística que los caracteriza ha dado lugar a una discusión sobre la posible presencia mixteca en esta zona netamente zapoteca.